# Kadungalloor
Kadungalloor es una ciudad censal situada en el distrito de Ernakulam en el estado de Kerala (India). Su población es de 39666 habitantes (2011). Se encuentra a 20 km de Cochín y a 53 km de Thrissur.

## Demografía
Según el censo de 2011 la población de Kadungalloor era de 39666 habitantes, de los cuales 19852 eran hombres y 19814 eran mujeres. Kadungalloor tiene una tasa media de alfabetización del 94,58%, superior a la media estatal del 94%: la alfabetización masculina es del 96,58%, y la alfabetización femenina del 95,67%.